# Рош-иешива
Рош-иешива (ивр. ראש ישיבה‎) — в иудаизме глава учебного заведения (академии), специализирующегося на изучении традиционных религиозных текстов, прежде всего Талмуда и Торы, а также Галахи (еврейский закон). Слово составлено из «рош» (голова) и иешива (школа еврейского религиозного образования; от евр. «иешива» — заседание, собрание).

## Предыстория
Официальным названием вавилонских академий служило арамейское слово «метибта» (= евр. иешиба); глава академии назывался «реш-метибта». Согласно традиции, рав Гуна был первым, присвоившим себе это звание. До него обычным титулом главы вавилонской школы было «реш-сидра»; «реш метибта» оставалось официальным обозначением для главы академии вплоть до конца гаонского периода и отнюдь не было заменено титулом «гаон», обозначающим в действительности «высочество» или «превосходительство».

## Функция
Рош-иешивы вежливо обращались со своими учениками, которые относились к ним, как к «царствующей особе». Срок обучения был 7 лет, в течение которых ученики жили в бет га-мидраше (высшая школа, в отличие от бет га-сефер, элементарной школы для детей моложе 13 лет). Рош-иешива имел помощников, так называемых «meturgeman» (толкователи), по одному на 10 учащихся, объяснявших им лекции рош-иешивы.

### Пример Польши
В Польше, например, в общине из 50 семейств встречалось около 20 учёных, которые носили титул «морену» или «ховер». Выше же всех стоял рош-иешива; все учёные слушали его и приходили в его школу.
Учебный семестр, в течение которого юноши обязаны были обучаться у рош-иешивы, продолжался летом от начала месяца Ияра до середины Ава (приблизительно с апреля по июль), а зимой от начала Хешвана до середины Швата (октябрь — январь). Вне этих сроков учащиеся имели право выбирать себе место учения, где им было угодно.
Ежедневно собирались мудрецы общины, молодые люди и вообще все сколько-нибудь относившиеся к науке, в здании иешибы, где на стуле восседал ректор, а вокруг него располагалось, стоя, множество учёных и учащихся. Каждый мог предложить ректору какой-нибудь сложный талмудический вопрос или требовать разъяснения трудного места, а он каждому отвечал и разъяснял. После этого водворялась тишина — и рош-иешива читал свою обычную лекцию по галахе, со своими собственными толкованиями и дополнениями. После лекции он устраивал научный диспут («хилук»), который состоял в следующем: сопоставлялись разные противоречивые места из текста Талмуда или из комментариев. Эти противоречия кое-как улаживались разными другими ссылками, затем открывались противоречия в самих ссылках и разрешались новыми ссылками, и т. д., пока обсуждаемый вопрос не был окончательно разъяснен. Эти занятия летом никогда не кончались раньше полудня. Во вторые же полусеместры рош-иешива меньше занимался диспутами, но читал для ученых текст религиозных сводов — «Турим» с комментариями, а для учащихся — разные галахические компендии вроде «Альфаси» (труд Ицхака Альфаси «Сефер ха-Галахот») и т. п.
За несколько недель до окончания занятий, в конце лета или зимы, рош-иешива назначал учащимся юношам диспуты, причём сам участвовал в прениях.